# Tonnoiriella
Tonnoiriella és un gènere d'insectes dípters pertanyent a la família dels psicòdids present a Euràsia com ara, Irlanda, la Gran Bretanya, els Països Baixos, Bèlgica, Espanya (incloent-hi Catalunya), Alemanya, Polònia, Finlàndia (incloent-hi les illes Åland), Txèquia, Eslovàquia, Noruega, les illes de Sardenya i Còrsega, el territori de l'antiga República Federal Socialista de Iugoslàvia, Grècia, Turquia, el Líban, Síria i Geòrgia -Abkhàzia-, incloent-hi els Carpats i el riu Jordà) i Àfrica (el Marroc, Tanzània i Sud-àfrica -KwaZulu-Natal-).

## Taxonomia
- Tonnoiriella anchoriformis (Salamanna, 1975)
- Tonnoiriella arcuata (Jezek, 1997)
- Tonnoiriella cracens (Duckhouse, 1987)
- Tonnoiriella disneyi (Withers, 1997)
- Tonnoiriella fasciola (Wagner & Andersen, 2007)
- Tonnoiriella filistylis (Vaillant & Moubayed, 1987)
- Tonnoiriella fontinalis (Wagner & Salamanna, 1984)
- Tonnoiriella graeca (Wagner, 1993)
- Tonnoiriella hatayensis (Jezek, 1999)
- Tonnoiriella holmi (Wagner, 1993)
- Tonnoiriella paveli (Jezek, 1999)
- Tonnoiriella pseudofontinalis (Wagner, 1993)
- Tonnoiriella pulchra (Eaton, 1893)
- Tonnoiriella sieberti (Wagner, 1993)
- Tonnoiriella syriensis (Jezek, 1999)
- Tonnoiriella turcica (Wagner, 1986)[30][26][31][32][33][34]